# Jean-René Koch
Pour les articles homonymes, voir Koch.
Jean-René Koch, né en 1970, est un joueur d'échecs français, maître international depuis 1989.

## Carrière en tournois
Il est troisième du championnat de France d'échecs en 1988 à Val Thorens. Il remporte par ailleurs l'open international de Lyon en 1993 et s'adjuge celui de Wintzenheim, en blitz, en 2009.

## Classement
Au 1er janvier 2011, il est le 38e joueur français avec un classement Elo de 2 476 points.

## Une partie
Koch-Kožul, Marseille, 1989,
1. e4 c5 2. Cf3 d6 3. d4 cxd4 4. Cxd4 Cf6 5. Cc3 Cc6 6. Fc4 e6 7. Fe3 Fe7 8. De2 a6 9. 0-0-0 Dc7 10. Fb3 Ca5 11. g4 b5 12. g5 Cxb3+ 13. axb3 Cd7 14. Cf5 exf5 15. Cd5 Dd8 16. exf5 Fb7 17. f6! Fxd5 18. Txd5 gxf6 19. Fd4! Rf8 20. Dh5 h6  21. Tg1 Ce5 22. f4 Cg6 23. gxf6 Fxf6 24. Txg6!! Fxd4 25. Tgxd6 Fe3+ 26. Rb1 De7 27. Txh6! Tg8 28. Th8 Df6 29. Txg8+ Rxg8 30. Tf5 De6 31. Tg5+ Rf8 32. Dh8+ Re7 33. Dxa8 Fxf4 34. Tg1 Fxh2 35. Da7+ Rf8 36. Dc5+ Fd6 37. Dc6 Ff4 38. Dxe6 fxe6  39. Tf1 e5 40. c4 Re7 41. Rc2 Rd6 42. Ta1 Rc5 43. Rd3 Rb6 44. Tg1! Rc5 45. Tg6 e4+ 46. Rxe4 Fc1 47. Rd3 Fxb2 48. Txa6 bxc4+ 49. bxc4 Fg7 50. Ta8 Ff6 51. Tc8+  Rd6 52. Re4 Fc3 53. c5+ Rd7 54. Tg8 Rc6 55. Rd3! 1-0.